# Dagbertus fasciatus
Dagbertus fasciatus är en insektsart som först beskrevs av Reuter 1876.  Dagbertus fasciatus ingår i släktet Dagbertus och familjen ängsskinnbaggar. Inga underarter finns listade i Catalogue of Life.